# Vlag van Mol
De vlag van Mol werd door de gemeenteraad op 5 oktober 1987 officieel vastgesteld als de gemeentelijke vlag van de Antwerpse gemeente Mol. Op 6 juni 1989 werd hij door het Bestuur van Vlaanderen bevestigd en uiteindelijk gepubliceerd op 8 november 1989 in het officiële Belgisch Staatsblad.
Officieel wordt de vlag beschreven als:
Twee even lange banen van rood en van geel, met op het rood een gele Sint-Pieterssleutel.
De kleuren van de vlag zijn afkomstig uit het gemeentewapen. De sleutel vertegenwoordigt Petrus, de patroonheilige van de abdij van Corbie.

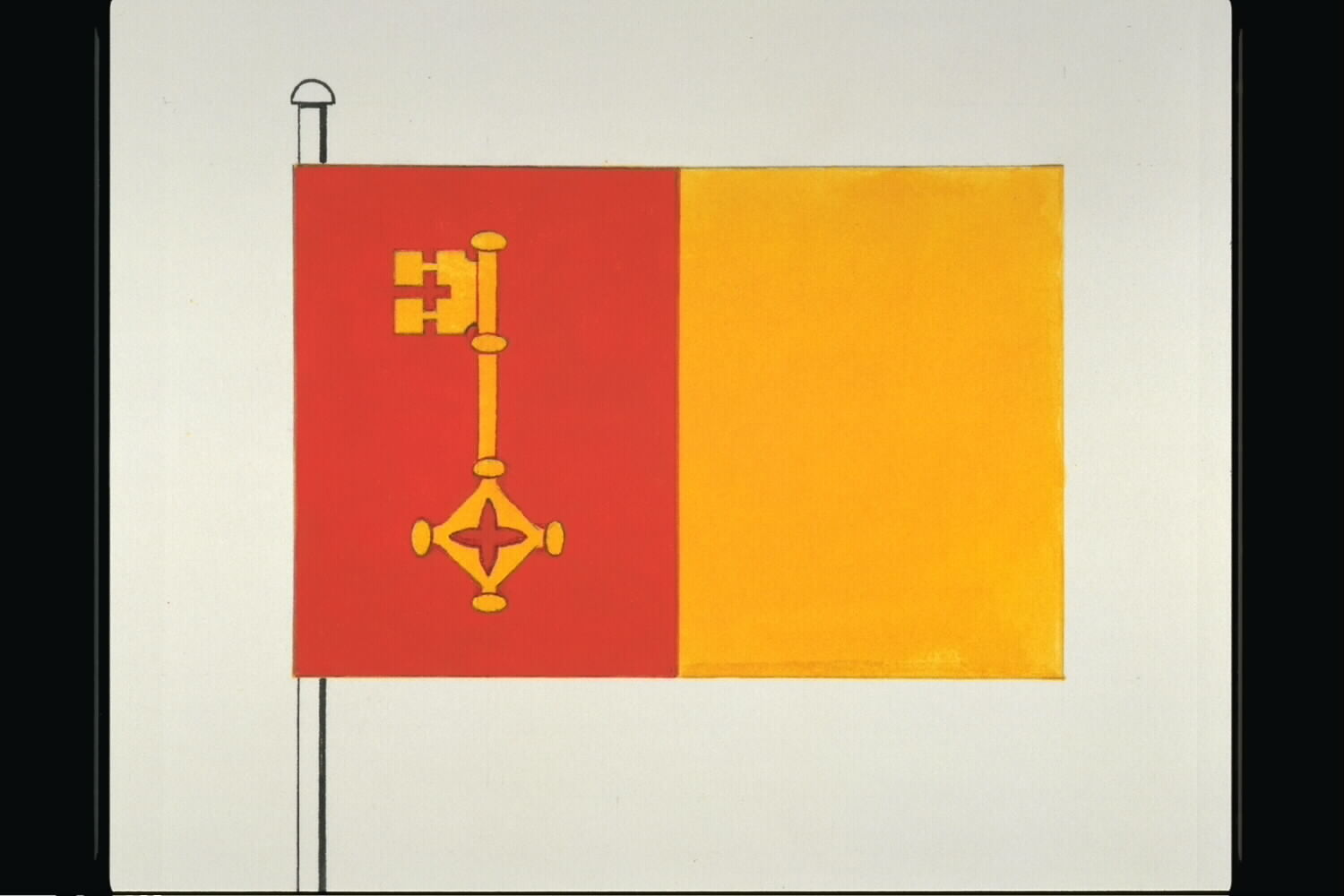
Officiële tekening van de vlag